# 毛叶苔目
毛叶苔目（学名：Ptilidiales）是叶苔纲下的一个目。

## 下属分类
本目包括以下科：
- Herzogianthaceae
- Neotrichocoleaceae
- 毛叶苔科 Ptilidiaceae